# Yoda Gakkai
Yoda Gakkai   (prefectura de Chiba, 3 de gener de 1834 - 27 de desembre de 1909) fou un sinòleg, acadèmic, dramaturg i escriptor, que viu entre finals del període Edo i inicis del període Meiji.
És l'autor de l'obra Gakkai Nikki, i una altra de les seves obres, Tankai va ser també molt aclamada. Va destacar en la composició clàssica xinesa, sobretot a l'escriptura d'articles. Va ser el professor de Ōgai Mori.

## Biografia
Neix a Chiba, a la ciutat de Sakura, el 3 de gener de 1834, com a fill de Sadatake Yoda, un samurai servent del Domini Sakura. Va estudiar els clàssics xinesos i història a l'escola del domini. Després de la restauració Meiji serveix com a Gondai-sanji (funcionari intermedi), així com oficial a la Shushikyoku (Oficina de Compilació Històrica) i secretari del Ministeri d'Educació.
El 1885 es retira de la vida política i es dedica íntegrament a l'escriptura i el teatre, i participarà en el moviment per modernitzar les obres del Kabuki.
En aquest període ensenyarà xinès clàssic a Ōgai Mori, i aquesta educació es veurà reflectida en vàries obres d'Ōgai, que inspirant-se en el seu mestre el representarà algunes vegades a les seves obres, en seria un exemple Vita Sexualis, on hi apareix un professor de xinès clàssic. A part d'Ōgai tindrà relació amb més escriptors, com per exemple Rohan Koda i Kawada Mikie.
Va escriure moltes obres de Kabuki per a modernitzar-lo. Menyspreava els escriptors tradicionals, els considerava vulgars i sense educació. Un dia canvia d'opinió al llegir un passatge de Mokuami que li agrada molt.
Va morir el  27 de desembre de 1909, als 77 anys.

## Obres literàries i teatrals

### Teatre
- Obra de Kabuki: Yoshino Shui Meika no Homare (Una col·laboració amb Kawajiri Hoshin), 1886
- Obra de Kabuki: Mongaku Kanjincho, 1889
- Obra de Kabuki: Toyotomi Taikou Reppousaku (una col·laboració amb Kawajiri Hoshin), 1890
- El drama heroic: Shui Gonichi Renshino Kusunoki (Col·laboració amb Kawajiri Hoshin), 1891
- El drama heroic: Seito Bidan Shukujo no Misao, 1891

### Literatura
- Story Garden
- Tankai
- Dansou
- Diari de Gakkai
- Kikusui Genryu
- Bokusui Bessho Zaroku
- El viatge del vaixell Fuji
- El somni de pintar de Gakkai
- Gakkai Yoteki

Fonts: